# TownsGEAR
TownsGEAR（タウンズギア）は、富士通のパソコンFM TOWNSに標準添付されたマルチメディアオーサリングツールである。略称は「GEAR」。TownsGearという表記もみられる。

## 概要
TownsGEARは、「ノート」の中に「ページ」を作り、「部品」を貼り付けることでプログラムの知識なしに自分だけの作品を作ることができるオーサリングツールである。
「ハイパーカード的なソフト」「カラー版のハイパーカード」と評されている。

## 用語解説
ここでは、TownsGEARで使われる用語について解説する。
ノート
TownsGEARの作品ファイルのこと。ノートファイルの拡張子は.GBX。紙のノートとは違い、絵や文字だけでなく、音楽や動画も入れられる。「ノート・ウェア」という表記もみられる。
もくじノート
同じディレクトリにあるすべてのノートへのリンクが置かれているノート。もくじノートのファイル名はCONTENTS.GBX。ディレクトリごとに1つずつ作られる。レイアウトの変更は通常のノートと同様、自由にできる。
参照ノート
ノートを作るときに参照するためのノート。ノートやページを作成する際、参照ノートを使用する設定にすると、指定したページがマスターページとして設定される。
ページ
ノートの1画面分。
マスターページ（Mページ）
部品のレイアウトを統一する際に使われるページ。ページを作成する際にマスターページを使用する設定にすると、ページが作成された時点でマスターページとおなじレイアウトで部品が配置された状態になる。
部品
ページの中でデータを扱うために埋め込むもの。実際のデータはノートファイルに保存されている場合（内部ファイル）と、ノート外の別ファイルに保存されている場合（外部ファイル）とがある。
また、ページの中でハイパーリンクを扱う場合にも「ボタン」という部品を用いる。
GearBASIC
TownsGEARに組み込まれているプログラム言語。オブジェクト指向プログラミング言語に分類される。言語体系はほぼ一般的なBASICだが、行番号がない。また、TownsGEARのノート・ページ・部品を扱う機能が追加されている。

## 関連作品
TownsGEARのプロ仕様ともいえる「GearPower」というソフトも発売された。なおTownsGEARと作品ファイルの互換性はない。

## 関連書籍
- 『TownsGEAR徹底操作ガイド』（高野真一、ビー・エヌ・エヌ、1990/04） - ISBN 4893691090
- 『FM-TOWNSスーパーブック―TownsGEARプログラミング入門』（西川潤、長浜拓也、ソフトバンク、1990/06） - ISBN 4890521178
- 『お気楽TownsGEAR』（グループとんげあ、ソフトバンクパブリッシング、1994/12） - ISBN 4890525963